# Stromateus brasiliensis
Stromateus brasiliensis är en fiskart som beskrevs av Fowler, 1906. Stromateus brasiliensis ingår i släktet Stromateus och familjen Stromateidae. Inga underarter finns listade i Catalogue of Life.